# Liste des abbés de Vézelay
Liste des abbés de l'abbaye de Vézelay.
L'abbaye est créée vers 858-859 par le comte palatin Girart de Roussillon sur les bords de la Cure, à Saint-Père.

## Sources pour établir la liste
Pour les périodes les plus reculées, c'est-à-dire de la fondation de l'abbaye vers de Vézelay jusqu'au milieu du Moyen Âge, nous ne disposons que de très peu de sources.
La référence principale restant: 
- Le Clergé de France, ou tableau historique et chronologique des archevêques, évêques, abbés, abbesses et chefs des chapitres principaux du royaume, depuis la fondation des églises jusqu'à nos jours par M. l'abbé Hugues du Tems, publié à Paris, en 1775.
- Précis historique et anecdotes diverses sur la ville et l'ancienne abbaye de Vézelay. par Nicolas-Léonard Martin, ancien curé de Vézelay, publié à Auxerre, en 1882.

## Abbés réguliers
- 878 - v.897 : Eudes. Le monastère primitif de Saint-Père, fut ruiné par une bande de Normands dans les premiers mois de 887. l'abbé Eudes fit sans doute construire les premiers bâtiments de l'abbaye ainsi que des fortifications, sur la colline voisine, abandonnée à l'époque gallo-romaine. Il étendit l'immunité ecclésiastique et l'exemption administrative à la colline, contrôlant ainsi une place stratégique sur la vallée de la Cure et les voies de Lyon et de Paris.

L’église est consacrée sous le vocable des saints Pierre et Paul par le pape Jean VII (872-882) qui reconnaît les privilèges du nouveau monastère.

## Xesiècle
- 907 - 933: Aimon. De son temps l'abbaye aurait été réduite en cendres.
- 941 - 973: Gui. Les privilèges du monastère sont confirmés par le pape Martin (942-946)
- 956: Gérard
- 974 - 986: Eldrard
- Robert I

## XIesiècle
- 1008 - Évrard. Henri Ier de Bourgogne chargea Mayeul de Cluny, alors abbé de Saint-Bénigne de Dijon de rétablir le monastère de Vézelay.
- 1011 - 1037 : Hermann. Il fut chassé par le comte de Nevers, Landry (v.970-1028), au profit d'un moine de Cluny, Eudes. L'évêque d'Autun, Helmoin (1025-1055) qui n'avait pas été consulté, s'opposa à cette nomination et menaça d'interdit tous les autels de Cluny. L'intervention de Guillaume de Volpiano mit fin à la crise et rétablit Hermann sur son siège de Vézelay.
- 1037 - 1052 : L'abbé Geoffroy. Cet abbé suscita une ferveur nouvelle autour des reliques de Marie-Madeleine et favorisa la fréquentation des pèlerins. Le 27 avril 1050, le pape Léon IX consentit à publier une bulle faisant de Marie-Madeleine l'un des patrons de Vézelay.
- 1052 - 1075 : Boniface. L'élection de cet abbé clunisien précipita l'abbaye dans le giron de Cluny. Il fit officiellement reconnaître sur la colline les reliques de la sainte par le pape Etienne IX, cette bulle du 6 mars 1058, fut ratifiée par Urbain II, le 16 mars 1095.
- 1074 - Bernon
- 1083 - Étienne
- 1087 - Josseran
- 1096 - 1106 : Artaud était un abbé entièrement dévoué à l'abbaye de Cluny, à laquelle il légua une grande partie de ses biens. Il fit dédier la nouvelle église le 21 avril 1104, après seulement 8 années de construction! Les ponctions sur la population étaient à la mesure du travail accompli et en 1106 la révolte villageoise éclate, l'abbaye est envahie, Artaud est assassiné.
- S - D   - Robert II

## XIIesiècle
- 1106-1128 : Renaud de Semur était le neveu de saint Hugues de Semur, béni par Pascal II en 1106 et mourut le 7 août 1129
- 1128-1130 : Baudouin. Après le départ de Renaud de Semur en 1128, un conflit s'ouvrit au sein de la communauté entre le clan des clunisiens et celui des anti-clunisiens. Les moines opposés à l'autorité de Cluny nommèrent Baudouin pour abbé, sans l'assentiment de l'abbé de Cluny, Pierre le Vénérable. Cette élection fut cassée par le pape Innocent II qui exila plusieurs frères et imposa pour abbé le clunisien Albéric.
- 1131-1138 : Albéric, sous-prieur de Cluny, est nommé abbé de Vézelay, par Pierre le Vénérable avec l'approbation d'Innocent II. Il fut chargé de plusieurs ambassades en Angleterre, en Syrie et en France, puis nommé cardinal-évêque d'Ostie en 1138[1]. Il est possible qu'Albéric ait eu comme successeur Guillaume de Sabran pendant une courte période avant que celui-ci ne soit élu évêque de Langres[2].
- 1138-1161 : Ponce de Montboissier frère de Pierre le Vénérable, est nommé abbé de Cluny. Il dut surmonter l'opposition des moines, des évêques d'Autun, Humbert de Bâgé, et Henri de Bourgogne (frère du duc Eudes), et enfin contenir l'hostilité des comte de Nevers, Guillaume II et Guillaume III qui soutiennent les habitants de la ville contre l'abbaye. Il ordonna à Hugues de Poitiers de rédiger l'Histoire de Vézelay[3]. Il est décédé le 14 octobre 1161. Ce fut de son temps le 31 mars 1146 que se tint à Vézelay cette assemblée où l'on résolut une nouvelle croisade[4].
- 1161-1171 : Guillaume de Mello fut transféré de Saint-Martin de Pontoise à Vézelay le jour même de la mort de Ponce et confirmé par le cardinal Otton, légat du Saint-Siège, malgré Guillaume, Comte de Nevers, de la part de qui il eut beaucoup à souffrir. Il se trouva en 1162 à l'entrevue qui se fit à Saint-Jean de Laune entre Louis VII et l'empereur Frédéric. Puis, l'année suivante, il était au Concile de Tours. Il fonda un prieuré de filles dit de Merlon à trois lieues de Clermont en Beauvoisis et décéda en 1171.
- 1171-1198 : Girart d'Arcy, mourut le 15 avril 1198
- 1198-1206 : Hugues, élu à l'unanimité par ses moines en 1198, mort en 1206.

## XIIIesiècle
- 1206-1207 : Gilbert, ancien abbé de Flavigny, déposé en 1207 par le pape Innocent III pour crimes de dilapidation, de simonie et d'incontinence (selon une lettre d'Innocent III, il aurait utilisé des biens monastiques pour nourrir des enfants qu'il aurait eu après avoir pris l'habit monastique ; il aurait même vêtu sa fille de soie pour son mariage, auquel il aurait assisté)[5].
- 1208-1216 : L'abbé Gauthier parvint à rétablir l'ordre dans le village de Vézelay et géra le blocus de l'abbaye par les interventions du comte de Nevers Hervé de Donzy (1199-1222).
- 1216-1226 : Pierre
- 1226-1230 : L'abbé Guichard ordonna a ses moines de chasser et détruire les constructions de la nouvelle communauté franciscaine voisine, de la chapelle Sainte-Croix de la Cordelle. Le pape Grégoire IX, ami et protecteur de Saint François, excommunia l'abbé et tous les moines qui refuseraient de reconstruire ce qu'ils avaient détruit.
- 1248-1252 : Hugues II, abbé de la Chapelle de la Cordelle, fut nommé à l'abbaye de Vézelay en 1248.
- 1252-1269 : Jean d'Auxerre, élu en 1252, essaya de redresser le déclin de l'abbaye et de redorer le blason de l'abbaye de Vézelay. Vers 1250, il fit rehausser la tour occidentale et allonger la grande baie sur la façade. En 1260, les moines, sous la direction d'un des leurs, Roger de Pierre-Perthuis entreprirent de déposer leur abbé. La crise fut enrayée mais le pape Alexandre IV ordonna plusieurs enquêtes pour réformer le monastère[6]. L'abbé Jean d'Auxerre, fit constater la sainteté des reliques de sainte Madeleine par Guy de Mello, êveque d'Auxerre et légat du pape le 5 octobre 1265[7].
- 1269 - 1274 : Jean II décéda au concile de Lyon en 1274.
- 1274 - 1281 : Milon de la Colombe, ancien prieur de l'abbaye de Lure mourut en 1281
- 1281 - 1287 : Geoffroi II, élu en 1281, se démit en 1287
- 1287 - 1290 : Guillaume II

## XIVesiècle
- 1290 - 1316 : Hugues III d'Auxois
- 1316 : L'abbé Blenet décède avant sa confirmation.
- Guillaume III de Champermois refuse l'abbatiat et préfère postuler à l'abbaye de Molesme.
- Jean III de Conflans dont un frère était moine à Vézelay, aurait permuté avec Artaud Flotte pour l'abbaye Saint-Médard de Soissons.
- 1316 - 1343 : Artaud Flotte fils cadet de Pierre Flotte, le célèbre chancelier du roi Philippe le Bel et bras armé de celui-ci face au pape Boniface VIII et en Flandre. Son frère Guillaume Flote (1281-1352), était également un personnage puissant, chancelier du roi Philippe VI de 1338 à 1348. Il fut nommé par le roi, prieur de Coincy de 1303 à 1320, puis  abbé de l'abbaye Saint-Médard de Soissons de 1320 à 1325. Artaud semble avoir été imposé par le roi qui considérait déjà Vézelay comme faisant partie du territoire royal. Il fut le tuteur du jeune Louis de Crécy, comte de Nevers, au moins entre 1323 et 1325. Il permute son abbatiat avec Jean d’Arcy, abbé de abbaye de Ferrières-en-Gâtinais, important et antique siège du diocèse de Sens[8].
- 1343-1352: Jean d'Arcy, ancien moine de Vézelay, et lié à la famille locale d’Arcy-sur-Cure, nommé à l'abbaye de Ferrières-en-Gâtinais en 1341. En 1352, le pape Innocent III le transféra à Corbie, au diocèse d'Amiens.
- 1353-1383: Hugues de Maison-Comte, était le prieur de Villemoutiers lorsque le pape Innocent le fit abbé de Vézelay. Il fut pendant 30 ans un abbé bâtisseur, qui entreprit plusieurs aménagements et reconstructions. Il mourut le 1er novembre 1383 et fut enterré à l'entrée du chœur devant le siège de l'abbé et du prieur.

## XVesiècle
- Josseran de Pomeroy ou de Pomiers
- 1405 : Pierre de Modon, ancien abbé de Chézy, avant d'être promu abbé de Vézelay en 1405. Il assista au concile de Pise de 1409[9].
- 1433-1437 : l'abbé Alexandre. Il assiste au concile de Bâle où il fut désigné comme l'un des 9 commissaires chargés d'instruire le procès du pape Eugène IV, entre le 26 juillet 1437 et le 17 octobre 1438. En outre l'abbé Alexandre faisait également partie d'une des commissions conciliaires chargées des négociations diplomatiques du concile[10].
- 1443 : Guillaume de Malestroit
- 1443-1485 : Aubert de La Châsse surnommé « le bon abbé » (« bonus abbas »), vicaire de l'abbé Alexandre, et prieur d'Anglox en Flandre dans le diocèse de Tournai. Il fut connu comme étant de bon conseil et habile à trancher les litiges, par exemple entre l'évêque d'Auxerre et le prieur de Saint-Gervais (1457).
- 1485-1493: Pierre de Balzac fut choisi et imposé par le roi Louis XI, contre le souhait des moines qui soutenaient Pierre Lusurier, un homme du sérail qui avait été formé par l'abbé Alexandre, et l'abbé Aubert. Pierre de Balzac était le neveu du célèbre comte de Dammartin, Antoine de Chabannes et le frère de Robert de Balzac, conseiller chambellan du roi, sénéchal d'Agenois et de Gascogne. Il ne résida que très peu à Vézelay, laissant la gestion des affaires à son vicaire Louis de Veilhan.

## XVIesiècle
- 1495-1537 : Dieudonné de Beduer, dernier abbé régulier de Vézelay élu en 1495. C'était un favori de la Cour du roi. Il était auparavant chanoine régulier de l'abbaye de Saint-Antoine du diocèse de Vienne et donc dans l'ordre de Saint-Augustin. François Ier voulut faire ériger Vézelay en siège épiscopal mais abandonna l'idée devant les résistances du pape. N'ayant point obtenu cette érection il se contenta de la sécularisation. La Bulle de Paul III le 30 janvier 1538 supprime le monastère et le remplace par un collège de chanoines, sous la direction d'un abbé séculier. Philibert de Beaujeu, évêque de Bethléem, la fulmina le 16 avril suivant. Dieudonné décéda en 1542

## Abbés commendataires
- 1537-1559 : Antoine Sanguin de Meudon, grand aumônier du roi François Ier, archevêque de Toulouse et cardinal de Meudon
- 1560-1561 : Odet de Coligny, cardinal de Châtillon et frère aîné de l'amiral de Coligny, chef du parti huguenot.
- 1573-1578 : Louis de Lorraine, cardinal de Guise du parti catholique
- 1587-1592 : Nicolas Jeannin, frère de Pierre Jeannin, premier président du parlement de Bourgogne et conseiller des rois Henri III, Henri IV et Louis XIII et surintendant des Finances. Il fut député du clergé pour la province de Champagne aux Etats-généraux de Paris de 1593.
- 1593-1600 : Jean Jurain. Abbé fiduciaire  placé par la famille Rochefort, dans l'attente de la majorité d'Érard. Il devint par la suite chanoine et chantre de l'église collégiale de Varzy.

## XVIIesiècle
- 1601-1630 : Érard de Rochefort de Pluvault, doyen d'Autun et d'Auxerre, l'abbé s'attacha à réparer les dommages de l'abbaye causés par les huguenots. Il construisit le Jubé et remplaça les stalles et le maître-autel. Il transforma la salle capitulaire en lieu de culte pour l'hiver et fit restaurer les neuf chapelles qui entourent le chœur. Il était également prieur en 1616 du Prieuré Saint-Martin de Mesvres
- 1630-1658 : François de Rochefort, abbé de Vézelay et de Saint-Martin. Il fut marquis de la Boulaye, baron de Cey, Seigneur de Châtillon-en-Bazois. Fait conseiller d'état par brevet du 13 mars 1659. Il meurt le 12 avril 1690
- 1658-1702 : Louis Fouquet, évêque d'Agde, aumônier du roi Louis XIV jusqu'en 1661. La disgrâce royale de son frère le surintendant Nicolas Fouquet entraîne sa chute. il est exilé à Villefranche-de-Rouergue puis, en 1668, à Issoudun.

## XVIIIesiècle
- 1702-1758 : Pierre Guérin de Tencin, archidiacre de Sens, nommé le 15 avril 1702, fut ensuite archevêque d'Embrun, décéda archevêque de Lyon et cardinal le 2 mars 1758
- 1760-1769: Anne-Louis Berthier de Sauvigny, ancien grand vicaire de Troyes, nommé au mois de février 1760, il décéda au début de 1769, il fut aussi abbé de Saint-Sever du Cap de Gascogne. L'abbé Berthier fit démolir le palais médiéval pour construire une résidence plus moderne. Il érigea une nouvelle sacristie, mais n'entreprit aucune réparation dans l'église abbatiale.
- 1769-1791 : Louis-Marie Le Bascle d'Argenteuil, ancien aumônier du Roi, également abbé de Notre-Dame de Châtillon-sur-Seine.

## La dissolution de l'abbaye
Le 6 décembre 1790, les religieux furent dispersés et l’église interdite au culte. Dès le 5 avril 1791, les biens fonciers étaient mis en vente, le jubé fut détruit en 1792 avec les stalles et vendu avec les clôtures et les boiseries des chapelles en 1795, peu après la majorité des biens mobiliers.
L’abbatiale fut sauvée de la destruction et du vandalisme par sa réouverture au culte le 21 juillet 1795.